# Moltke Moe
Ingebret Moltke Moe (født 19. juni 1859 i Krødsherred, død 15. december 1913) var en norsk folklorist, søn af Jørgen Moe.
Moe blev student 1876 og studerede først teologi og religionshistorie for så at kaste sig over sammenlignende studium af folketraditioner. Efter fra 1882 af at have nydt et statsstipendium "til systematisk Indsamling og Studium af norsk Folketradition" udnævntes han 1886 til professor i norsk folkesprog med forpligtelse til også at foredrage norsk folketradition. Ved oprettelsen af et eget professorat i landsmål 1899 blev hans fagkreds omordnet til at omfatte folketradition og middelalderlig litteratur, derunder indbefattet den norsk-islandske. Moe var på det folkloristiske område i besiddelse af en sjælden og alsidig lærdom, som dog mere skaffede sig udtryk i litterært medarbejderskab end i større selvstændige værker.
Med aldrig svigtende velvilje har han leveret bidrag til en række videnskabelige arbejder og bistået med råd og dåd en mængde litterære foretagender. Eksempelvis kan nævnes arbejder af Sophus Bugge, A.Chr. Bang, C.P. Caspari, Svend Grundtvig, Kaarle Krohn, Axel Johannessen (Bidrag til Studiet af Rakit), Amund Helland ("Topografisk statistisk Beskrivelse af Bratsberg Amt", "Nordre Bergenshus Amt", "Finmarkens Amt"), Fridtjof Nansen, Olaus Nicolaissen ("Fra Nordlands Fortid"), Nordahl Rolfsen og Hjalmar Falk. Han har forsynet Kristofer Jansons Folke-Eventyr med forklarende oplysninger og skrevet indledningen til Qvigstad og Sandbergs "Lappiske Eventyr og Folkesagn". Sammen med Bugge har han behandlet folkeviserne Kungssonen af Norigsland (trykt i Rolfsens "Norge") og Torsvisen (trykt i "Festskrift til H. M. Kong Oscar II"). I forening med Knut Liestøl har han udgivet en samling norske folkeviser med indledninger og forklaringer. Af Moes selvstændige videnskabelige arbejder kan nævnes Eventyr paa Vandring og to artikler over samme emne i "Samtiden", bind 19, Eventyrlige Sagn i den ældre Historie (i Hellands "Finmarkens Amt"), Det mytiske Tankesæt; en meget udførlig behandling om den mærkelige folkevise Draumkvæde forelå ved Moes død fuldt færdig.
Endnu medens Asbjørnsen levede, bistod Moe ved udgivelsen af flere af hans eventyrsamlinger. Efter Asbjørnsens død forestod Moe i forening med Anders Krogvig, en folkeudgave af folkeeventyrene, hvor norskhedspræget i høj grad er forstærket. Gennem arbejdet med eventyrene førtes Moe ind på selve sprogspørgsmålet. Sammen med skolemændene Aars og Hofgaard udgav han 1888 en brochure Om en Del Retskrivnings- og Sprogspørgsmaal, som kom til at danne grundlaget for retskrivningsreformen af 1907. Et udmærket, populært lidet skrift er Retskrivning og Folkedannelse (1900), hvortil sluttede sig Norsk og dansk Sprogdragt (1906) og Nationalitet og Kultur (i "Samtiden"). Som litterær konsulent for hvermand og medlem af en række bestyrelser samt stærkt benyttet af administrationen, øvede Moe en betydelig virksomhed uden for sit egentlige fag, hvilket dog, sammen med en medfødt ulyst til at befordre sine skatte i trykken, virkede hemmende på hans produktion.